# Hokej na lodzie na Zimowych Igrzyskach Olimpijskich 1952
Hokej na lodzie był jedną z konkurencji rozgrywanych podczas igrzysk olimpijskich w Oslo. W turnieju wzięło udział 9 zespołów, które rozgrywały mecze systemem każdy z każdym.
Drużyna Kanada obroniła złoty medal zdobyty na igrzyskach w Sankt Moritz.
O brązowym medalu zadecydował dodatkowy mecz pomiędzy reprezentacjami Szwecji i Czechosłowacji.

## Tabela końcowa
| Drużyna           | M | Mecze | Mecze | Mecze | Bramki | Bramki | Bramki | Pkt |
| Drużyna           | M | W     | R     | P     | +      | –      | +/−    | Pkt |
| ----------------- | - | ----- | ----- | ----- | ------ | ------ | ------ | --- |
| Kanada            | 8 | 7     | 1     | 0     | 71     | 14     | +57    | 15  |
| Stany Zjednoczone | 8 | 6     | 1     | 1     | 43     | 21     | +22    | 13  |
| Szwecja           | 8 | 6     | 0     | 2     | 48     | 19     | +29    | 12  |
| Czechosłowacja    | 8 | 6     | 0     | 2     | 47     | 18     | +29    | 12  |
| Szwajcaria        | 8 | 4     | 0     | 4     | 40     | 40     | 0      | 8   |
| Polska            | 8 | 2     | 1     | 5     | 21     | 56     | -35    | 5   |
| Finlandia         | 8 | 2     | 0     | 6     | 21     | 60     | -39    | 4   |
| Niemcy            | 8 | 1     | 1     | 6     | 21     | 53     | -32    | 3   |
| Norwegia          | 8 | 0     | 0     | 8     | 15     | 46     | -31    | 0   |

Wyniki
| 15 lutego 1952 | Stany Zjednoczone | 3:2 | Norwegia | Jordal Amfi |

| Godzina: 17:00 |  | (0:1,2:0,1:1) |  | Sędzia główny: Beranek Sędziowie liniowi: Leacock |

| 15 lutego 1952 | Szwecja | 9:2 | Finlandia | Dæhlenenga |

| Godzina: 19:00 |  | (2:0,5:2,2:0) |  | Sędzia główny: Dwars Sędziowie liniowi: Christensen |

| 15 lutego 1952 | Czechosłowacja | 8:2 | Polska | Drammen |

| Godzina: 19:00 |  | (3:1,2:1,3:0) |  | Sędzia główny: Bernhard Sędziowie liniowi: Wieland |

| 15 lutego 1952 | Kanada | 15:1 | Niemcy | Jordal Amfi |

| Godzina: 21:00 |  | (6:1,7:0,2:0) |  | Sędzia główny: Sandö Sędziowie liniowi: Ahlin |

| 16 lutego 1952 | Szwajcaria | 12:0 | Finlandia | Jordal Amfi |

| Godzina: 17:00 |  | (2:0,2:0,8:0) |  | Sędzia główny: Narvestad Sędziowie liniowi: Tencza |

| 16 lutego 1952 | Czechosłowacja | 6:0 | Norwegia | Dæhlenenga |

| Godzina: 19:00 |  | (2:0,2:0,2:0) |  | Sędzia główny: Zarzycki Sędziowie liniowi: Ahalin |

| 16 lutego 1952 | Stany Zjednoczone | 8:2 | Niemcy | Sandvika |

| Godzina: 19:00 |  | (1:0,3:1,4:1) |  | Sędzia główny: Leacock Sędziowie liniowi: Dwars |

| 16 lutego 1952 | Szwecja | 17:1 | Polska | Jordal Amfi |

| Godzina: 21:00 |  | (1:0,9:1,7:0) |  | Sędzia główny: Narvestad Sędziowie liniowi: Bernhard |

| 17 lutego 1952 | Szwecja | 4:2 | Norwegia | Jordal Amfi |

| Godzina: 17:00 |  | (2:1,1:0,1:1) |  | Sędzia główny: Bernhard Sędziowie liniowi: Tencza |

| 17 lutego 1952 | Szwajcaria | 6:3 | Polska | Dæhlenenga |

| Godzina: 19:00 |  | (4:1,2:2,0:0) |  | Sędzia główny: Heinecke Sędziowie liniowi: Sandsund |

| 17 lutego 1952 | Kanada | 13:3 | Finlandia | Drammen |

| Godzina: 19:00 |  | (6:2,5:0,2:1) |  | Sędzia główny: Sandö Sędziowie liniowi: Ahlin |

| 17 lutego 1952 | Czechosłowacja | 6:1 | Niemcy | Jordal Amfi |

| Godzina: 21:00 |  | (0:0,2:0,4:1) |  | Sędzia główny: Bernhard Sędziowie liniowi: Dwars |

| 18 lutego 1952 | Stany Zjednoczone | 8:2 | Finlandia | Jordal Amfi |

| Godzina: 17:00 |  | (1:0,6:0,1:2) |  | Sędzia główny: Ahlin Sędziowie liniowi: Sandö |

| 18 lutego 1952 | Kanada | 11:0 | Polska | Dæhlenenga |

| Godzina: 19:00 |  | (6:0,3:0,2:0) |  | Sędzia główny: Dwars Sędziowie liniowi: Bernhard |

| 18 lutego 1952 | Szwajcaria | 7:2 | Norwegia | Sandvika |

| Godzina: 19:00 |  | (4:0,2:2,1:0) |  | Sędzia główny: Leacock Sędziowie liniowi: Tencza |

| 18 lutego 1952 | Szwecja | 7:3 | Niemcy | Jordal Amfi |

| Godzina: 21:00 |  | (3:2,0:0,4:1) |  | Sędzia główny: Beranek Sędziowie liniowi: Sandsund |

| 19 lutego 1952 | Kanada | 4:1 | Czechosłowacja | Jordal Amfi |

| Godzina: 17:00 |  | (1:1,1:0,2:0) |  | Sędzia główny: Ahlin Sędziowie liniowi: Dwars |

| 19 lutego 1952 | Stany Zjednoczone | 8:2 | Szwajcaria | Jordal Amfi |

| Godzina: 21:00 |  | (4:1,3:0,1:1) |  | Sędzia główny: Leacock Sędziowie liniowi: Tencza |

| 20 lutego 1952 | Polska | 4:4 | Niemcy | Jordal Amfi |

| Godzina: 17:00 |  | (1:1,3:1,0:2) |  | Sędzia główny: Hauser Sędziowie liniowi: Bernhard |

| 20 lutego 1952 | Finlandia | 5:2 | Norwegia | Jordal Amfi |

| Godzina: 21:00 |  | (2:0,2:2,1:0) |  | Sędzia główny: Leacock Sędziowie liniowi: Ahlin |

| 21 lutego 1952 | Szwecja | 4:2 | Stany Zjednoczone | Jordal Amfi |

| Godzina: 17:00 |  | (1:0,0:0,3:2) |  | Sędzia główny: Leacock Sędziowie liniowi: Beranek |

| 21 lutego 1952 | Kanada | 11:2 | Szwajcaria | Dæhlenenga |

| Godzina: 19:00 |  | (4:0,5:0,2:2) |  | Sędzia główny: Dwars Sędziowie liniowi: Tencza |

| 21 lutego 1952 | Czechosłowacja | 11:2 | Finlandia | Sandvika |

| Godzina: 19:00 |  | (4:1,3:0,4:1) |  | Sędzia główny: Bernhard Sędziowie liniowi: Zarzycki |

| 21 lutego 1952 | Niemcy | 6:2 | Norwegia | Jordal Amfi |

| Godzina: 21:00 |  | (0:0,1:1,5:1) |  | Sędzia główny: Ahlin Sędziowie liniowi: Wielamd |

| 22 lutego 1952 | Finlandia | 5:1 | Niemcy | Jordal Amfi |

| Godzina: 14:00 |  | (1:0,2:0,2:1) |  | Sędzia główny: Leacock Sędziowie liniowi: Beranek |

| 22 lutego 1952 | Czechosłowacja | 8:3 | Szwajcaria | Jordal Amfi |

| Godzina: 17:00 |  | (0:2,2:1,6:0) |  | Sędzia główny: Ahlin Sędziowie liniowi: Sandö |

| 22 lutego 1952 | Stany Zjednoczone | 5:3 | Polska | Dæhlenenga |

| Godzina: 19:00 |  | (1:0,2:0,2:3) |  | Sędzia główny: Dwars Sędziowie liniowi: Tencza |

| 22 lutego 1952 | Kanada | 3:2 | Szwecja | Jordal Amfi |

| Godzina: 21:00 |  | (1:2,1:0,1:0) |  | Sędzia główny: Bernhard Sędziowie liniowi: Hauser |

| 23 lutego 1952 | Szwecja | 5:2 | Szwajcaria | Jordal Amfi |

| Godzina: 17:00 |  | (1:1,4:0,0:1) |  | Sędzia główny: Tencza Sędziowie liniowi: Dwars |

| 23 lutego 1952 | Kanada | 11:2 | Norwegia | Dæhlenenga |

| Godzina: 19:00 |  | (5:2,3:0,3:0) |  | Sędzia główny: Ahlin Sędziowie liniowi: Zarzycki |

| 23 lutego 1952 | Polska | 4:2 | Finlandia | Lillestrøm |

| Godzina: 19:00 |  | (2:2,0:0,2:0) |  | Sędzia główny: Christensen Sędziowie liniowi: Bernhard |

| 23 lutego 1952 | Stany Zjednoczone | 6:3 | Czechosłowacja | Jordal Amfi |

| Godzina: 21:00 |  | (2:1,4:0,0:2) |  | Sędzia główny: Dwars Sędziowie liniowi: Leacock |

| 24 lutego 1952 | Czechosłowacja | 4:0 | Szwecja | Jordal Amfi |

| Godzina: 17:00 |  | (2:0,2:0,0:0) |  | Sędzia główny: Hauser Sędziowie liniowi: Leacock |

| 24 lutego 1952 | Szwajcaria | 6:3 | Niemcy | Dæhlenenga |

| Godzina: 16:00 |  | (1:1,3:1,2:1) |  | Sędzia główny: Dwars Sędziowie liniowi: Sandö |

| 25 lutego 1952 | Polska | 4:3 | Norwegia | Jordal Amfi |

| Godzina: 11:00 |  | (1:2,1:1,2:0) |  | Sędzia główny: Beranek Sędziowie liniowi: Sandsund |

| 24 lutego 1952 | Kanada | 3:3 | Stany Zjednoczone | Jordal Amfi |

| Godzina: 21:00 |  | (2:0,1:2,0:1) |  | Sędzia główny: Ahlin Sędziowie liniowi: Tencza |

## Mecz dodatkowy o brązowy medal
| 25 lutego 1952 | Szwecja | 5:3 | Czechosłowacja | Jordal Amfi |

| Godzina: 17:00 |  | (0:2, 1:1, 4:0) |  | Sędzia główny: Leacock Sędziowie liniowi: Narvestad |

## Składy drużyn
| M | Państwo           | Zawodnicy |
| - | ----------------- | --- |
| 1 | Kanada            | Ralph Hansch, Eric Paterson, George Abel, John Davies, William Dawe, Robert Dickson, Donald Gauf, William Gibson, Robert Meyers, David Miller, Thomas Pollock, Gordon Robertson, Allan Purvis, Louis Secco, Francis Sullivan, Robert Watt                                              |
| 2 | Stany Zjednoczone | Richard Desmond, Donald Whiston, Ruben Bjorkman, Leonard Ceglarski, Joseph Czarnota, Andre Gambucci, Clifford Harrison, Gerald Kilmartin, John Mulhern, John Noah, Arnold Oss, Robert Rompre, James Sedin, Allen Van, Kenneth Yackel                                                   |
| 3 | Szwecja           | Thord Flodqvist, Lars-Åke Svensson, Göte Almqvist, Hans Andersson-Tvilling, Stig Andersson-Tvilling, Åke Andersson, Lars Björn, Göte Blomqvist, Erik Johansson, Gösta Johansson, Rune Johansson, Sven Johansson, Holger Nurmela, Hans Öberg, Lars Pettersson, Sven Thunman, Åke Lassas |
| 4 | Czechosłowacja    | Jan Richter, Jozef Záhorský, Slavomír Bartoň, Miloslav Blažek, Václav Bubník, Vlastimil Bubník, Miloslav Charouzd, Bronislav Danda, Karel Gut, Vlastmil Hajšman, Jan Lidral, Miroslav Nový, Miloslav Ošmera, Zdeňek Pýcha, Miroslav Rejman, Oldřich Sedlák, Jiří Sekyra                |
| 5 | Szwajcaria        | Hans Bänninger, Paul Wyss, Emil Handschin, Emile Golaz, Paul Hofer, Walter Dürst, Hans-Martin Trepp, Gebhard Poltera, Ulrich Poltera, Gian Bazzi, Willy Pfister, Alfred Streun, Bixio Celio, Otto Schläper, Otto Schubiger, François Blank, Reto Delnon                                |
| 6 | Polska            | Stanisław Szlendak, Jan Hampel, Michał Antuszewicz, Henryk Bromowicz, Kazimierz Chodakowski, Stefan Csorich, Rudolf Czech, Alfred Gansiniec, Marian Jeżak, Eugeniusz Lewacki, Roman Penczek, Hilary Skarżyński, Tadeusz Świcarz, Zdzisław Trojanowski, Alfred Wróbel, Antoni Wróbel    |
| 7 | Finlandia         | Unto Viitala, Pekka Myllylä, Yrjö Hakala, Aarne Honkavaara, Erkki Hytönen, Pentti Isotalo, Matti Karumaa, Ossi Kauppi, Keijo Kuusela, Kauko Mäkinen, Christian Rapp, Esko Rehoma, Matti Rintakoski, Eero Saari, Eero Salisma, Lauri Silván, Jukka Vuolio                               |
| 8 | Niemcy            | Alfred Hoffmann, Heinz Wackers, Karl Bierschel, Markus Egen, Karl Enzler, Georg Guggemos, Engelbert Holderied, Lugwig Kuhn, Dieter Niess, Hans Petscher, Fritz Poitsch, herbert Schibukat, Xaver Unsinn, Karl Wild                                                                     |
| 9 | Norwegia          | Jan Erik Adolfsen, Arne Berg, Egil Bjerklund, Per Dahl, Bjørn Gulbrandsen, Bjørn Oscar Gulbrandsen, Finn Gundersen, Arthur Kristiansen, Gunnar Kroge, Johnny Larntvet, Roar Pedersen, Annar Petersen, Ragnar Rygel, Leif Solheim, Øivind Solheim, Roy Strandem, Per Voigt              |